# Castle Pines North
Castle Pines North es una ciudad ubicada en el condado de Douglas en el estado estadounidense de Colorado. En el Censo de 2010 tenía una población de 10.360 habitantes y una densidad poblacional de 443,85 personas por km².

## Geografía
Castle Pines North se encuentra ubicada en las coordenadas 39°27′47″N 104°52′12″O / 39.46306, -104.87000. Según la Oficina del Censo de los Estados Unidos, Castle Pines North tiene una superficie total de 23.34 km², de la cual 23.34 km² corresponden a tierra firme y (0%) 0 km² es agua.

## Demografía
Según el censo de 2010, había 10.360 personas residiendo en Castle Pines North. La densidad de población era de 443,85 hab./km². De los 10.360 habitantes, Castle Pines North estaba compuesto por el 92.6% blancos, el 1.15% eran afroamericanos, el 0.21% eran amerindios, el 2.6% eran asiáticos, el 0.12% eran isleños del Pacífico, el 1.04% eran de otras razas y el 2.29% pertenecían a dos o más razas. Del total de la población el 5.49% eran hispanos o latinos de cualquier raza.